# Родін Микола Іванович
Микола Іванович Родін (23 квітня 1923 — 31 жовтня 2002) —  радянський військовий льотчик, Герой Радянського Союзу (1945).

## Біографія
Народився 23 квітня 1923 року в селі Орлівка (нині Тербунського району Липецької області) в селянській родині. Росіянин. Закінчив 9 класів і аероклуб.
У Червоній Армії з 1940 року. В 1943 році закінчив Балашовський військову авіаційну школу пілотів.
На фронтах німецько-радянської війни з листопада 1943 року. Заступник командира ескадрильї 525-го штурмового авіаційного полку (227-а штурмова авіаційна дивізія, 8-й штурмовий авіаційний корпус, 8-а повітряна армія, 4-й Український фронт) старший лейтенант Микола Родін до квітня 1945 року здійснив сто десять успішних бойових вильотів, завдавши противнику значних втрат у живій силі і техніці, знищив п'ять ворожих літаків на землі і один – в повітрі.
29 червня 1945 року Родіну М.І. присвоєно звання Героя Радянського Союзу з врученням ордена Леніна і медалі «Золота Зірка» (№ 8693).
Після війни М.І. Родін продовжував службу у ВПС СРСР. У 1955 році він закінчив Військово-повітряну академію, а в 1964 році – курси удосконалення офіцерського складу.
З 1978 року полковник Родін М.І. – у запасі.  Жив і працював у Ленінграді (з 1991 року – Санкт-Петербург). Помер 31 жовтня 2002 року. Похований у Санкт-Петербурзі на Нікольському цвинтарі Олександро-Невської лаври.